# Chérif Siam
Chérif Siam (en arabe : شريف صيام) est un footballeur algérien né le 1er mai 1995 à Dar El Beïda dans la wilaya d'Alger. Il évolue au poste d'allier droit à l'US Biskra.

## Biographie
Il évolue en première division algérienne avec les clubs de l'AS Aïn M'lila et du MC Oran. Il dispute 57 matchs en inscrivant deux buts.